# B'z LIVE-GYM 2006 "MONSTER'S GARAGE"
『B'z LIVE-GYM 2006 "MONSTER'S GARAGE"』（ビーズ・ライブジム・ツーサウザンドシックス・モンスターズ・ガレージ）は、日本のロックユニット・B'zの映像作品（7作目のDVD）。
2010年12月22日に『B'z LIVE-GYM Pleasure 2008 -GLORY DAYS-』、『B'z LIVE in なんば 2006 & B'z SHOWCASE 2007 -19- at Zepp Tokyo』とともにBlu-ray Discでも発売された。

## 概要
15thアルバム『MONSTER』を携え、2006年7月2日から8月29日に行われたアルバムツアー『B'z LIVE-GYM 2006 "MONSTER'S GARAGE"』から2006年8月10日の東京ドームと2006年8月20日のナゴヤドームでの映像を混合して収録している。
日替わりで演奏していた「ZERO」と「IT'S SHOWTIME!!」、松本のソロ「スモーク・オン・ザ・ウォーター」も未収録。
本ツアーと並行して、約9年ぶりのファンクラブイベント「B'z Treasure Land」が同時開催されており、その様子は「OFF LIMITS」に少し収録されている。
本作のカラー広告が、2006年12月17日付の読売新聞と朝日新聞の朝刊に2面に及んで掲載された。この広告には、DISC 3を除く収録曲の視聴用のQRコードが記載されていた。
本作から、VHSは発売されなくなった。
アルバム『MONSTER』からは、「ケムリの世界」と「無言のPromise」の2曲が未演奏となっている。

## 演奏

### メンバー
- 松本孝弘：ギター、プロデュース
- 稲葉浩志：ボーカル

### サポートメンバー
- 増田隆宣：キーボード
- シェーン・ガラース：ドラム
- 徳永暁人 (from doa)：ベース
- 大田紳一郎 (from doa)：ボーカル＆ギター

## 収録内容

### DISC 1
1. ALL-OUT ATTACK
  - アルバムと同様にオープニングナンバーとなった。冒頭の「Welcome to the MONSTER'S GARAGE」の叫び声は、シェーンが担当。
2. juice
  - これまでのライブでは後半の起爆剤だったが、本ツアーでは序盤に演奏している。
  - イントロの冒頭部分が省略された。また、序盤での演奏のため、恒例のコール&レスポンスはない。
  - 日替わりで、アルバムツアーでは『B'z LIVE-GYM 2002 "GREEN 〜GO★FIGHT★WIN〜"』以来、約4年ぶりに「ZERO」が演奏されていた。
3. ピエロ
  - 演奏前の「B'zのLIVE-GYMにようこそ！」は日替わりで3パターン用意されていた。
4. ネテモサメテモ
  - 稲葉のブルースハープから曲がスタート。一部に、コーラスの大田紳一郎のソロパートがある。
5. ゆるぎないものひとつ
6. 恋のサマーセッション
  - 『B'z LIVE-GYM 2001 "ELEVEN"』以来となる女性ダンサーが登場した。
7. MVP
  - チアリーダーに扮した女性ダンサーが登場。「恋心(KOI-GOKORO)」以来となる、大掛かりな振り付けが行われた。
8. BAD COMMUNICATION
  - アルバムツアーでは『B'z LIVE-GYM '99 "Brotherhood"』以来、約6年ぶりの演奏。
  - 『B'z LIVE-GYM Pleasure'95 "BUZZ!!"』の時と同じくキーを上げて演奏した。
  - 2コーラス目がカットされたショートバージョンで披露し、ラストは稲葉のシャウトからそのまま次曲に繋がる。
9. ultra soul
  - 前曲からのメドレー。イントロの冒頭部分がカットされた他、ギターソロなどで一部アレンジが変更されている。
10. TAK'S SOLO〜雨だれぶるーず
  - 松本が披露しているのは、ジェフ・ベックの「哀しみの恋人達」[注釈 2]。日替わりでディープ・パープルの「スモーク・オン・ザ・ウォーター」も披露していた。
11. Happy Birthday
  - センターステージに移動。メンバー6人によるアコースティック・バージョン。映像ではカットされているが、演奏前にはメンバー全員によるトークコーナー（質問コーナー）が行われていた。
12. Brotherhood
  - アルバムツアーでは『B'z LIVE-GYM '99 "Brotherhood"』以来、約6年ぶりの演奏。
  - 歌詞の一部を変えて演奏した。
13. BLOWIN'
  - アルバムツアーでは『B'z LIVE-GYM 2001 "ELEVEN" -Intermission-』以来、約5年ぶりの演奏。
  - エンディング部分で、再びメインステージへ移動。
14. OCEAN

### DISC 2
1. MONSTER
  - モンスターパペットが登場。
2. 衝動
  - 『MONSTER』に収録されている"MONSTER MiX"で演奏した。
3. 愛のバクダン
  - 前曲からのメドレー。特効と共に、モンスターが蝶に変貌。
4. LOVE PHANTOM
  - アルバムツアーでは『B'z LIVE-GYM 2001 "ELEVEN" -Extra-』以来、約5年ぶりの演奏。
  - イントロのストリングス部分がカットされている。
5. SPLASH!
  - イントロで短めのコール&レスポンスを行った後、そのまま演奏がスタートし、紙吹雪が発射される。
  - スクリーンの手前でダンサーが踊っている。
6. 明日また陽が昇るなら
  - 本編ラストナンバー。演奏前にアルバムに関するMCが入る。
7. ギリギリchop
  - ここからアンコール。
  - ジャム・セッションからスタート。
  - アルバムツアーでは『B'z LIVE-GYM 2003 "BIG MACHINE"』以来、約3年ぶりの演奏。
  - 日替わりで「IT'S SHOWTIME!!」が演奏されていた。
8. RUN
  - MCの後に演奏。
  - アルバムツアーでは『B'z LIVE-GYM '99 "Brotherhood"』以来、約6年ぶりの演奏。
  - スクリーンには、ファンクラブイベント『B'z Treasure Land』で上映された映像が流された。
  - アウトロで稲葉がステージを降り、アリーナの外周を走った。

・スタッフロールはメンバーの退場時に流され、エンディングSEとして「BUDDY」が流されている。

### DISC 3
1. 「OFF LIMITS 〜HOW TWO MEN CREATED A MONSTER〜」
  - ツアーを追ったドキュメンタリー[5]。メンバー2人だけでなく、舞台監督などのスタッフや会場に来たファンのインタビューも収録されており、そのファンのインタビューには、BREAKERZ結成前のSHINPEIが登場している。なお、メニュー画面は2種類あり、どちらかがランダムに流れるようになっている。